# Roding Valley (métro de Londres)
Roding Valley est une station de la Central line, du métro de Londres, en zone 4. Elle est située à Buckhurst Hill, dans le district non métropolitain d'Epping Forest sur le territoire du comté de l'Essex.

## Situation sur le réseau
Roding Valley est une station, en surface du métro de Londres, située sur la Boucle de Hainault de la Central line, entre la station Chigwell et le terminus de la branche Woodford.

## Histoire
La station est mise en service le 3 février 1936 par le London and North Eastern Railway (LNR) sur la ligne ouverte par son prédécesseur. Fermée en 1947 pour des travaux d'électrification de la Central line, elle est rouverte sous son nom actuel le 29 novembre 1947 dans le cadre de son intégration dans le réseau du métro de Londres,.

## Services aux voyageurs

### Desserte

Installations et desserte
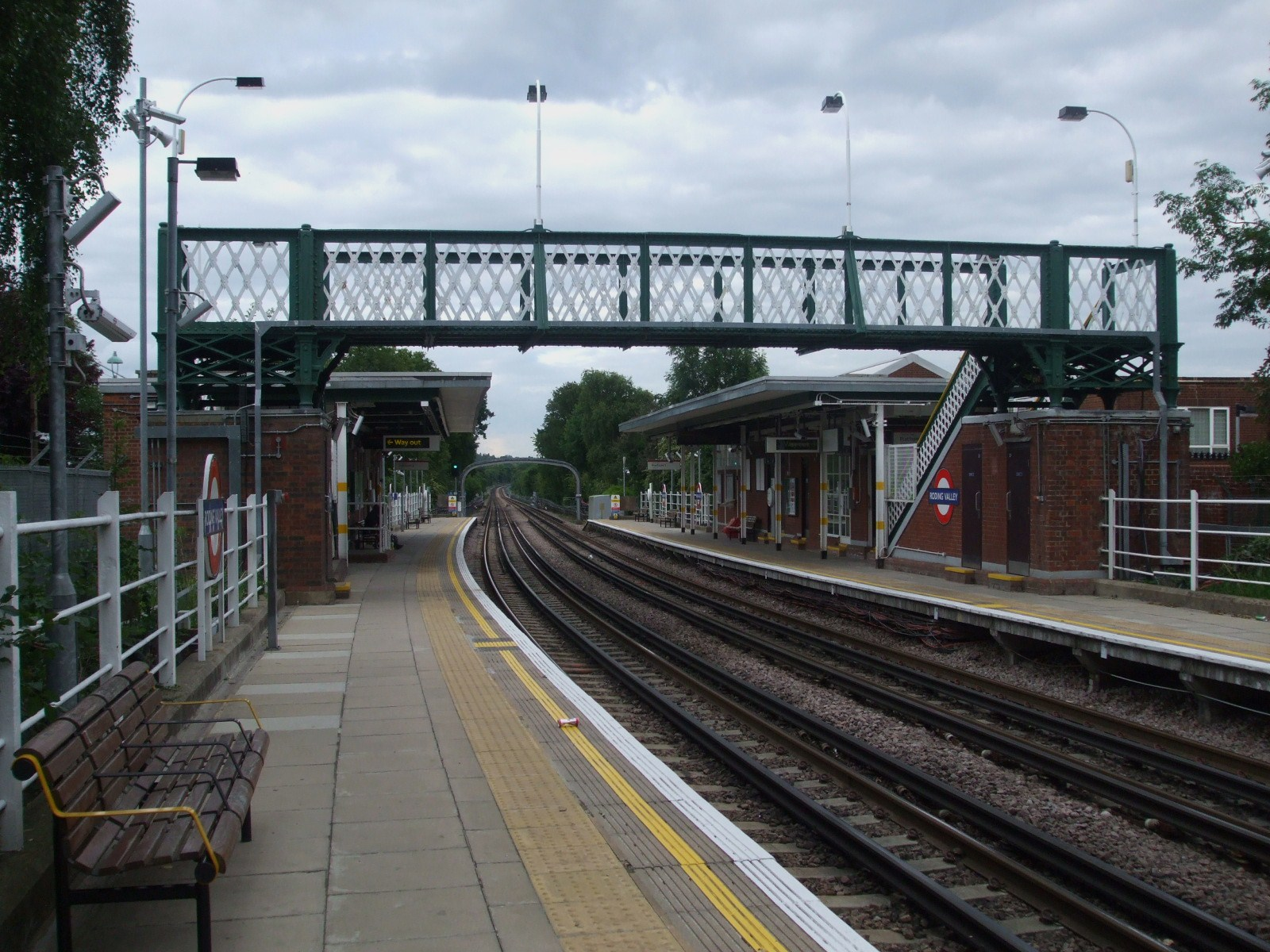
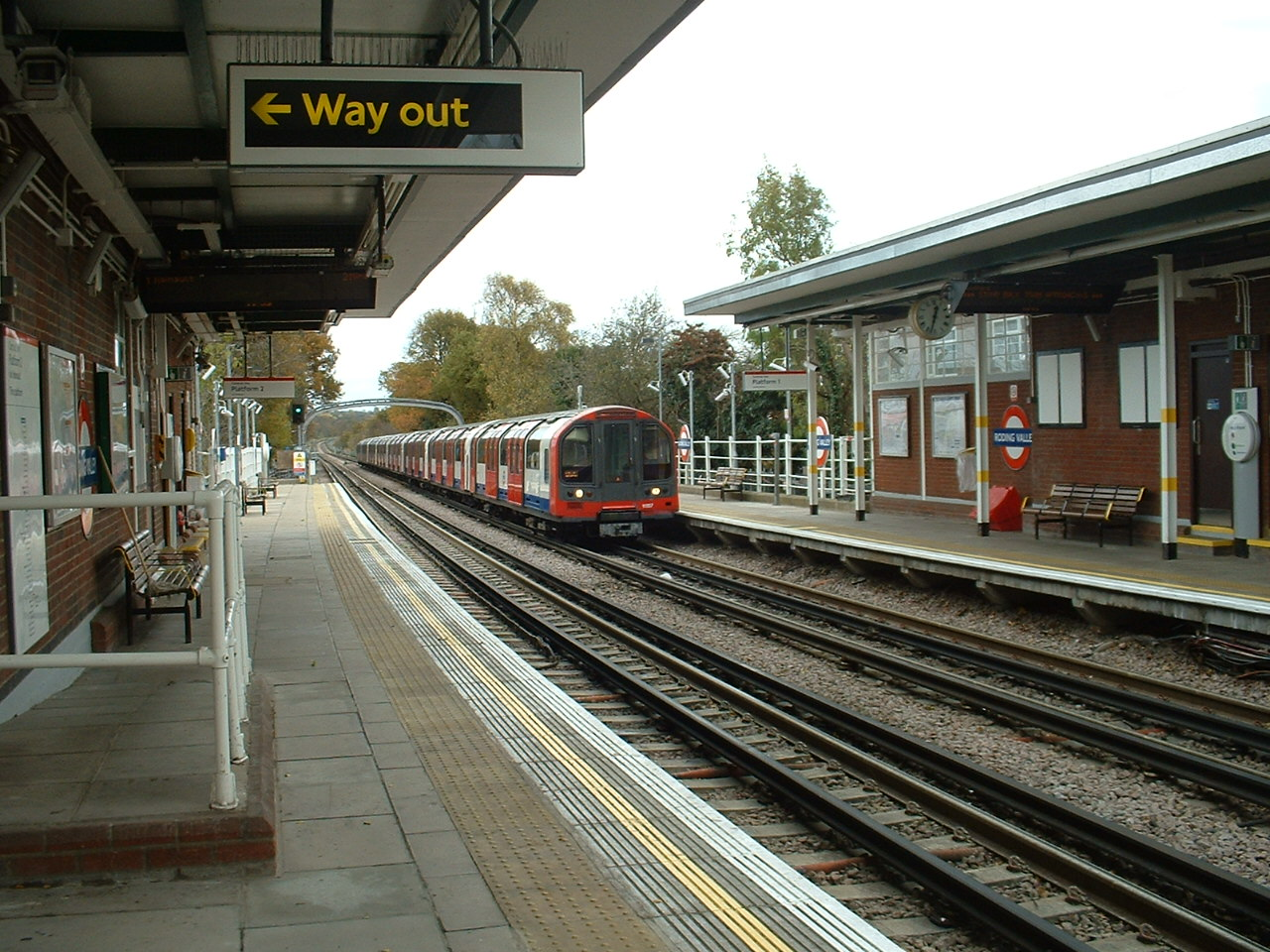
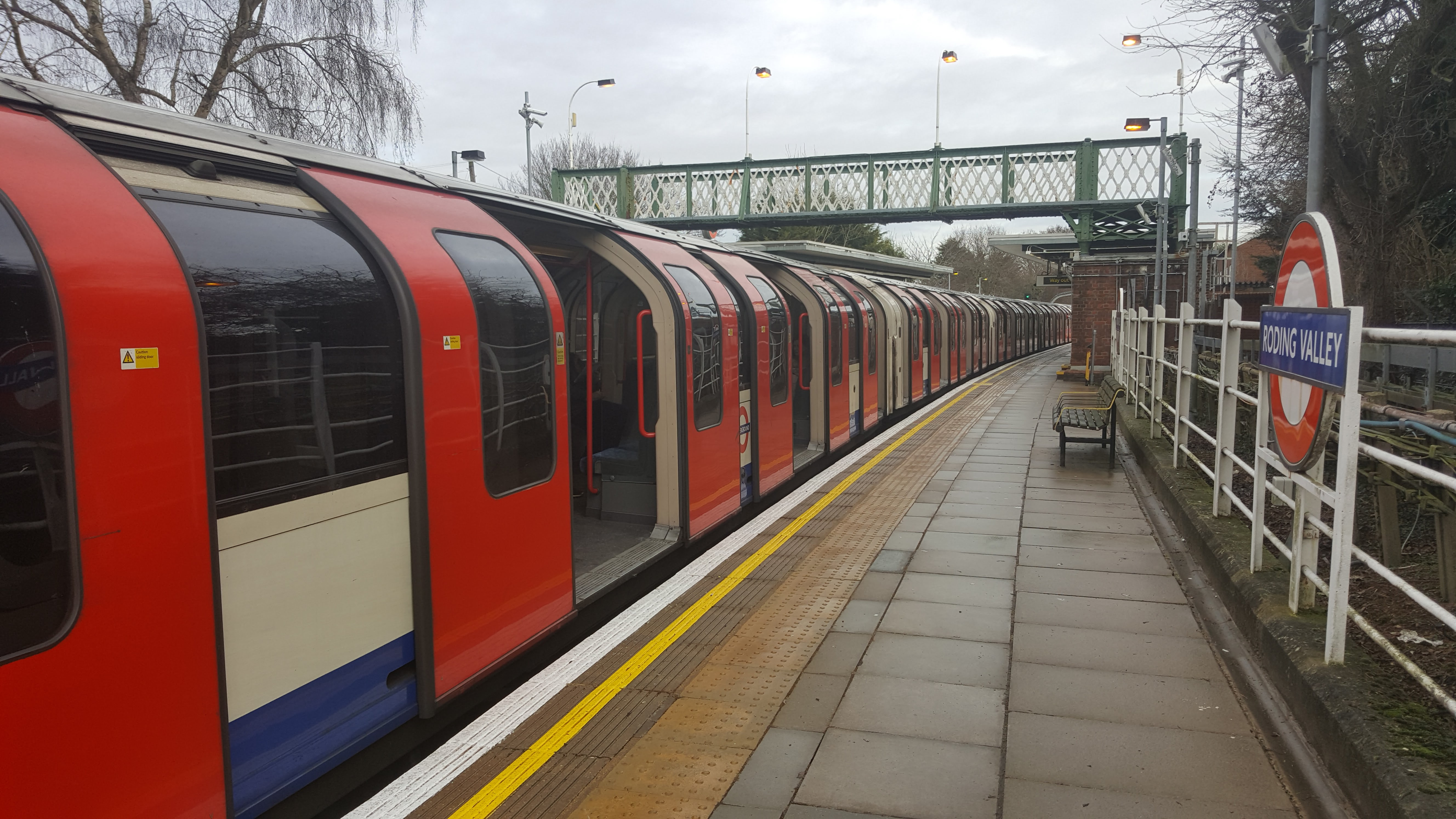

## À proximité
- Buckhurst Hill